# JUCE TV
JUCE TV – amerykański kanał telewizyjny prezentujący muzykę chrześcijańską. Kanał nadaje razem z dziecięcym kanałem Smile (Dawnej "Smile of a Child") również chrześcijańską stacją, Siedziba stacji znajduje się w Santa Ana w Kalifornii. W Polsce kanał jest dostępny w niekodowanym przekazie cyfrowym z satelity Hot Bird.